# Trio à cordes de Milhaud
Pour les articles homonymes, voir Trio à cordes (homonymie).
Le Trio à cordes, op. 274, est une œuvre de musique de chambre pour trio à cordes de Darius Milhaud composée en 1947.

## Présentation
Commande de Carlos Priéto, le Trio à cordes (ou Trio no 1) de Milhaud est composé à Mills College entre le 20 février et le 1er mars 1947.
Dédiée à Carlos et Cécile Priéto, l'œuvre est créée à Paris en décembre 1947 par le Trio Pasquier.

## Structure
Le Trio, d'une durée moyenne d'exécution de quinze, dix-sept minutes environ, est constitué de cinq mouvements, « répartissant les plus rapides aux extrémités, les plus lents en deuxième et quatrième positions, et au centre une pièce brillante, virtuose, — œuvre dans l'œuvre, et la sublimant », énumère le musicologue François-René Tranchefort :
1. Vif, dont « les thèmes, ensoleillés, respirent l'optimisme[3] » ;
2. Modéré, à « l'écriture serrée, presque austère[3] » ;
3. Sérénade. Alerte, pièce « très rythmée, d'une invention mélodique et harmonique débordante[3] » ;
4. Canons. Lent et très expressif, qui, « en son contrepoint retenu, forme un préambule justifié à la toute dernière partie[3] » ;
5. Jeu fugué. Vif, final dans lequel « se déploie une fugue du plus pur style baroque et faisant valoir la richesse technique et de coloration de chaque instrument à cordes[3] », qui s'achève « dans un éclaboussement de sonorités[3] ».

Pour Colin Mason et Edwin Evans, « le caractère général de cette œuvre est spirituel et ressemble un peu à celui des quatuors nos 6 et 7, avec un fort accent contrapuntique dans les deux derniers mouvements ».
La partition est publiée par Heugel,. Dans le catalogue des œuvres de Darius Milhaud, le Trio à cordes porte le numéro d'opus 274,.

## Discographie
- Milhaud, Martinů : Complete Works for String Trio, Jacques Thibaud String Trio, Audite 97.727, 2017[5].
- Milhaud : Le Pauvre Matelot, Trio à cordes, Trio à cordes Albert Roussel, Cybelia 1987, rééd. Arion 63659, 2006[6].